# Bdeogale jacksoni
La mangusta di Jackson (Bdeogale jacksoni) è l'ultimo tra i carnivori africani ad essere stato scoperto e probabilmente è anche il più raro, dal momento che è conosciuta solamente a partire da poche osservazioni e da qualche esemplare da museo.

## Caratteristiche fisiche
La mangusta di Jackson è un parente stretto della mangusta dalla coda folta. Ha larghe orecchie arrotondate, del pelo giallo sul collo e sulla gola e una folta coda bianca. Tutti i 14 esemplari conservati nei musei provengono dal Kenya, ma non sappiamo assolutamente niente su quest'animale e sulla sua biologia.

## Misure di protezione
Oltre ad incrementare la protezione di Matundu, una tra le più grandi foreste di bassopiano dell'Africa orientale, gli scienziati hanno proposto di cominciare a studiare la genetica e l'ecologia di questa mangusta, per capire i bisogni dell'animale, allo scopo di proteggerlo meglio.